# Перес, Уго (футболист, 1968)
Уго Перес (исп. Hugo Pérez, 6 октября 1968, Авельянеда) — аргентинский футболист, полузащитник.

## Клубная карьера
Во взрослом футболе дебютировал в 1987 году выступлениями за команду клуба «Расинг» (Авельянеда), в которой провёл четыре сезона, приняв участие в 84 матчах чемпионата. Большую часть времени, проведённого в составе «Расинга», был основным игроком команды.
В течение 1991—1992 годов защищал цвета команды клуба «Феррокарриль Оэсте».
Своей игрой привлёк внимание представителей тренерского штаба клуба «Индепендьенте», к составу которого присоединился в 1992 году. Сыграл за команду из Авельянеды следующие два сезона своей игровой карьеры. Играя в составе «Индепендьенте» также в основном выходил на поле в основном составе команды.
В 1994 году заключил контракт с испанским клубом «Спортинг» (Хихон), в составе которого провёл следующие три года своей карьеры игрока.
Завершил профессиональную игровую карьеру в клубе «Эстудиантес», за команду которого выступал на протяжении 1997—1998 годов.

## Выступления за сборную
В 1988 году был вызван в Олимпийскую сборную Аргентины для участия в футбольном турнире Олимпийских игр 1988 года в Сеуле.
В 1994 году дебютировал в официальных матчах в составе национальной сборной Аргентины. В течение карьеры в национальной команде, которая длилась 2 года, провёл в форме главной команды страны 15 матчей, забив 2 гола.
В составе сборной был участником чемпионата мира 1994 года в США, розыгрыша Кубка конфедераций 1995 года в Саудовской Аравии, где вместе с командой завоевал «серебро», а также розыгрыша Кубка Америки 1995 года в Уругвае.

## Ссылка
- Статистика выступлений на footballdatabase.eu (англ.)
- Статистика выступлений на national-football-teams.com (англ.)